# Ougenweide (Album)
Ougenweide ist das erste Studioalbum der gleichnamigen deutschen Folk-Rock-Band.
Es erschien 1973 zunächst bei Zebra und später bei Polydor; 2006 wurde das Album bei Bear Family Records wiederveröffentlicht.

## Allgemein
ougenweide ist mittelhochdeutsch und bedeutet so viel wie besonders schöner Anblick. Der Begriff ist einem Text von Neidhart von Reuental entnommen, der als Titel 6 auf diesem Album vertont wurde.
Das von Achim Reichel produzierte Werk ist insofern einzigartig, als sich zum ersten Mal im deutschsprachigen Raum eine Band an die Interpretation mittelalterlicher Texte und Musikstücke herantraute. Zudem ist es das erste wirklich erfolgreiche deutsche Folk-Rock-Album überhaupt. Zwar erreichte die Musik noch nicht die Qualität der späteren Alben, dafür erkennt man noch in ihr die Vorbilder dieser Band: Der Fuchs hört sich sehr nach einem Cover eines Songs von Fairport Convention an, und in den Flötenklängen von Swa gouter hande wurzen sint glaubt man Ian Anderson herauszuhören.
Auf der anderen Seite scheint Der Sohn der Näherin ein Vorgriff auf die beiden letzten bei Polydor aufgenommenen Studioalben zu sein.

## Titelliste (LP)
Seite 1
1. Nieman kan mit Gerten – 2:26
2. Es stuont ein frouwe alleine – 4:50
3. Ouwê – 2:34
4. Der Fuchs – 5:32
5. Eilenau – 1:30

Seite 2
1. Ougenweide – 6:20
2. Swa gouter hande wurzen sint – 3:28
3. Der Sohn der Näherin – 3:15
4. Sarod – 2:51
5. Statement zur Lage der gantzen Musica – 1:10
6. Es fur ein pawr gen holcz – 1:38

## Sonstiges
- Das Album wurde in nur einer Woche im Studio aufgenommen und abgemischt.
- Statement zur Lage der gantzen Musica ist tatsächlich ein Statement. Olaf Casalich rezitiert dabei eine Passage aus der 1511 erschienenen Instrumentenkunde Musica getutscht von Sebastian Virdung, in dem dieser sich über die in dieser Zeit neu aufkommenden Pauken beschwert.
- Dass bei der Veröffentlichung eines Erstlingswerkes zwei Labels in Erscheinung treten, ist durchaus üblich. Dass die CD-Version zunächst mit dem Originalcover veröffentlicht wurde und von dem gleichen Label wenig später noch einmal unter dem Cover Liederbuch-Edition Ougenweide gepresst wurde, ist ungewöhnlich. Erfolg hatte jedoch nur die 2006 bei Bear Family Records erschienene Version.